# Віноґрад (ґміна)
Ґміна Виноград — адміністративна субодиниця Коломийського повіту Станиславівського воєводства та у Крайсгауптманшафті Коломия Дистрикту Галичина Третього Райху. Село Виноград було центром сільської ґміни Віноґрад.
Утворена 1 серпня 1934 року згідно з розпорядженням Міністерства внутрішніх справ РП від 26 липня 1934 за підписом міністра Мар'яна Зиндрама-Косьцялковського під час адміністративної реформи. Ґміна утворена з попередніх самоврядних сільських гмін Хвалібоґа, Джуркув, Островєц, Прухніще, Рогиня, Росохач, Віноґрад
У 1934 р. територія ґміни становила 83,97 км². Населення ґміни станом на 1931 рік становило 9 493 особи. Налічувалось 2 077 житловий будинок.
Ґміна ліквідована в 1940 р. у зв’язку з утворенням Гвіздецького району.
Гміна (волость) була відновлена на час німецької окупації з липня 1941 р. до березня 1944 р.
На 1.03.1943 населення ґміни становило 9 561 особа..
Після зайняття території ґміни Червоною армією в 1944 р. ґміну ліквідовано і відновлений поділ на райони.